# My Brother the Devil
My Brother the Devil è un film del 2012 diretto da Sally El Hosaini. La pellicola è stata premiata con il Best Cinematography Award: World Dramatic al Sundance Film Festival del 2012 e con l'Europa Cinemas Label Award per il miglior film europeo al Festival internazionale del cinema di Berlino.

## Trama
Mo è un giovane ragazzo britannico di origini egiziane che vive in una famiglia musulmana tradizionalista. Con Rashid, il fratello maggiore, frequenta una gang per le strade londinesi di Hackney.
Entrambi sono invischiati in affari sporchi, finché un episodio di inaudita violenza verso un amico, convince Rashid ad abbandonare il gruppo ed a consigliare il fratello minore di fare altrettanto.
Con molta difficoltà e grazie all'aiuto di Sayyid, che gli offre un posto di lavoro, Rashid riesce sia svincolarsi dalle vecchie amicizie, sia a liberare la propria omosessualità, fino a quel momento celata.

## Riconoscimenti
- Berlin International Film Festival 2012 - Label Europa Cinemas: Sally El Hosaini
- Sundance Film Festival 2012 - Cinematography Award World Cinema - Dramatic: David Raedeker